# Anansus ewe
Anansus ewe is een spinnensoort uit de familie trilspinnen (Pholcidae). De soort komt voor in Ghana. 